# 内回り・外回り
内回り・外回り（うちまわり・そとまわり）は、環状線上の方向を案内するための表現である。

## 概念

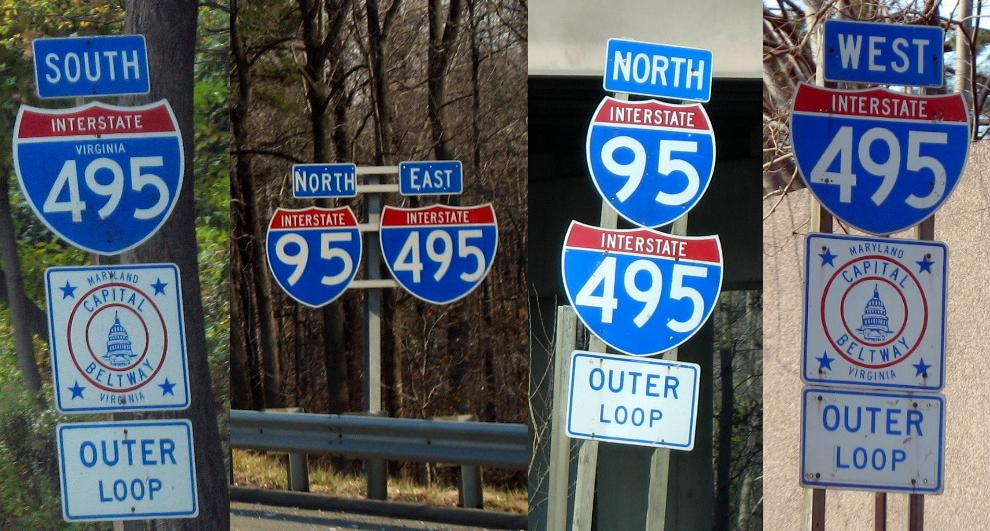
米国・ワシントンDCを走る州間高速道路495号線（首都環状線）は同じ車線が環状線上の位置によって東西南北いろいろな向きになってしまうが、場所によらず内回りは内回り、外回りは外回りと一貫した案内ができる。

都心部を周回する道路や鉄道などでは、東行き・西行き、あるいは南行き・北行きといった呼び方を全区間でしてしまうと、途中で呼び方を入れ替えなければならなくなってしまう（たとえば東半周で北行きだった車線は西半周では南行きに反転する）。これを避けるために内回り・外回りと呼んで円周上の方向を区別することがある。道路に限らず、循環経路で、両方向に列車が走るような鉄道路線の一部でも行き先の案内に内回り・外回りを使うことがある。
左側通行の国では途中で車線が反転することがない限り時計回りの車が常に外側の車線を利用する。逆に反時計回りの車は常に内側の車線を利用する。この同心円の内側・外側の考えを地図上に当てはめたものが内回り・外回りの案内の元になっている。
厳密には環状になっていない路線でも内回り・外回りと案内されることがあり、2009年にはノースカロライナ州の州間高速道路(Interstate Highway)277号線で米国の非環状道路としては初めて内回り・外回りの案内が採用された。
英語では、inner direction/outer directionの他に、inner loop/outer loop、inner beltline/outer beltline、inner ring/outer ring、inner rail/outer rail、inner circle/outer circle等様々な名称で案内される。

## 問題点と改善策
内回り・外回りとすれば環状線の全区間を一括して案内できるという利点があるものの、米国等、東西南北（方位）で行き先を表すことの方が圧倒的に多いような国では、内回り・外回りの案内がかえって分かりづらくなってしまうことが多い。また環状線を複数抱える都市でも混乱を招きやすい。例としてテキサス州ヒューストンは州間高速道路610号線とサム・ヒューストン有料道路（Sam Houston Tollway）に囲まれているが、内回りが市街地に近い方の環状線、外回りが郊外を回る環状線の意味で取られかねない（実際、ニューヨーク州ロチェスターを走る「内環状線（Inner Loop）」は時計回りではなくより市街地に近い方の環状線という意味で用いられている）。日本においては、大阪府の国道479号が大阪内環状線と呼ばれているほか、東京都でも内環状線の建設が計画されている。
また内回り・外回りの案内自体を滅多に目にすることがないので、意味が分からないというドライバーも多い。そのため内回り・外回りの案内は東行き・西行き・南行き・北行きといった標準の方向案内（先述の通り、この方式では走行中に方向案内が反転してしまう欠点がある）に対する補助として採用されていることが多い。
ジョージア州内の州間高速道路285号線のように、円周を四分割し、それぞれの区間内で東行き・西行き・南行き・北行きという風に案内をしていることもある（北四半周西行き、北四半周東行き等） 。
名古屋市営地下鉄名城線は内回り・外回りではなく右回り（アナログ時計でいう時計回り）・左回りと案内している（英語ではclockwise・counterclockwiseと案内）。
変わったところでは、香港の交通局が、9号線において、時計回りをA方向、逆周りをB方向と案内している。

## 使用例

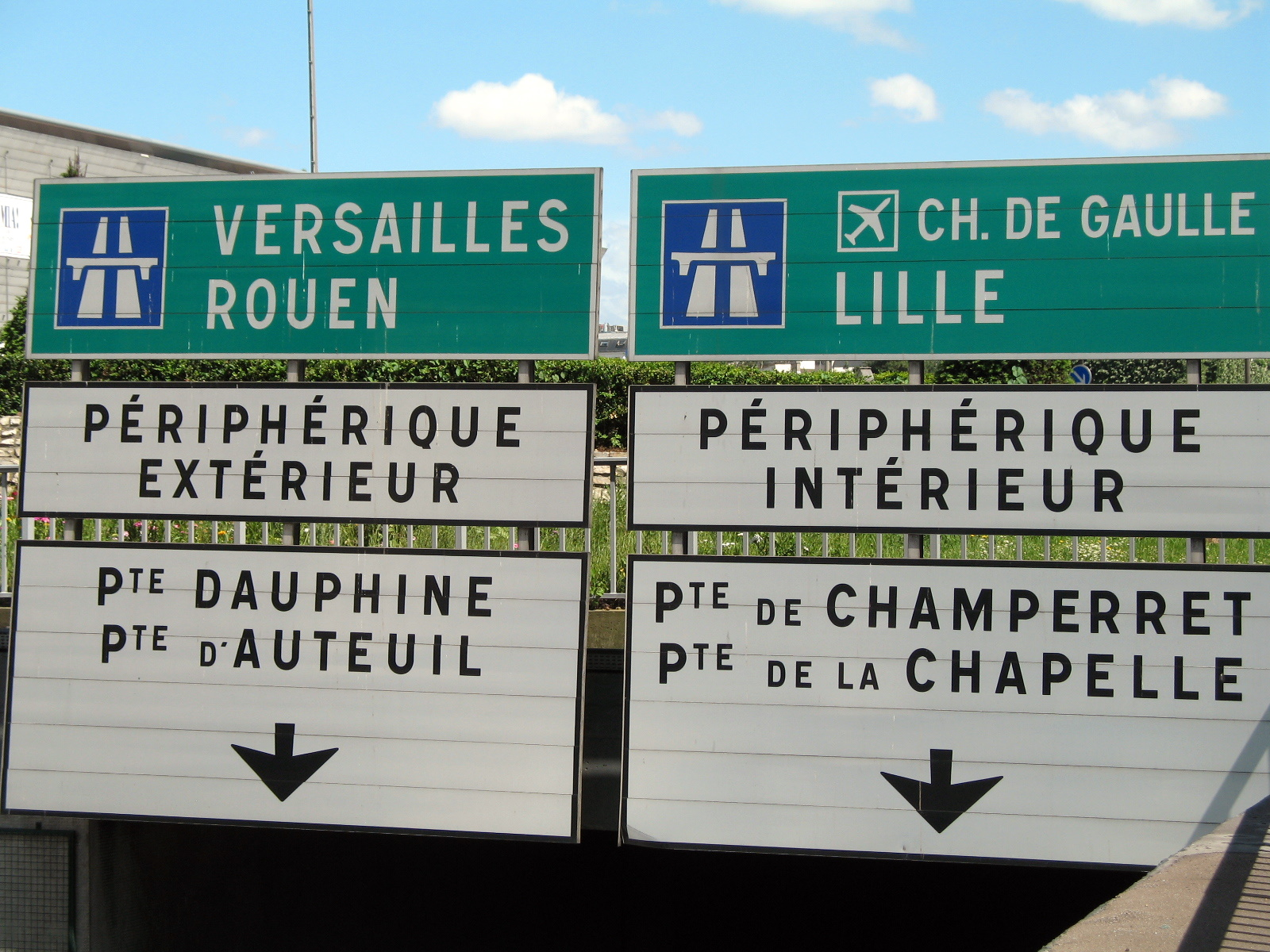
フランス、パリの外環通りでは内回り・外回りの案内を採用している（現地語でそれぞれintérieurとextérieur）。フランスの道路では東行きや南行きといった案内は採用されていない。

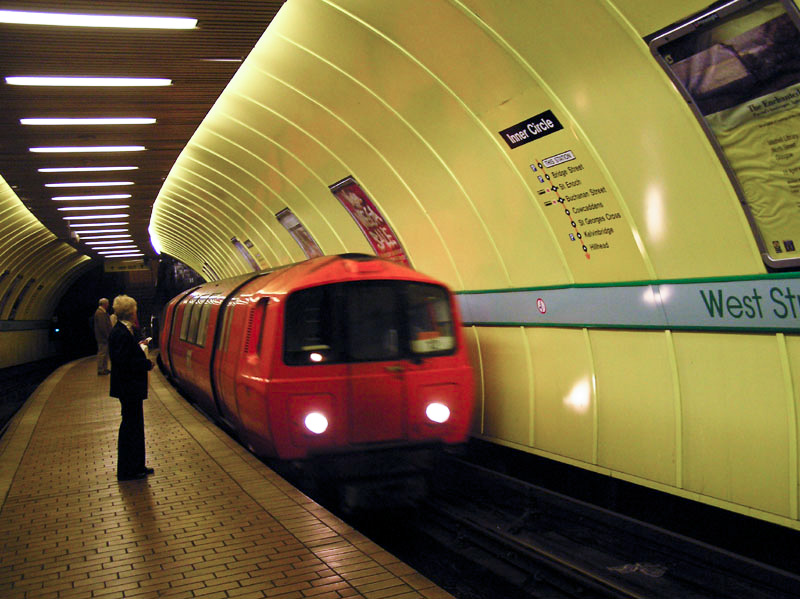
グラスゴー地下鉄西通り駅に到着する「内回り（inner circle）」電車。壁面の案内に注目されたい。

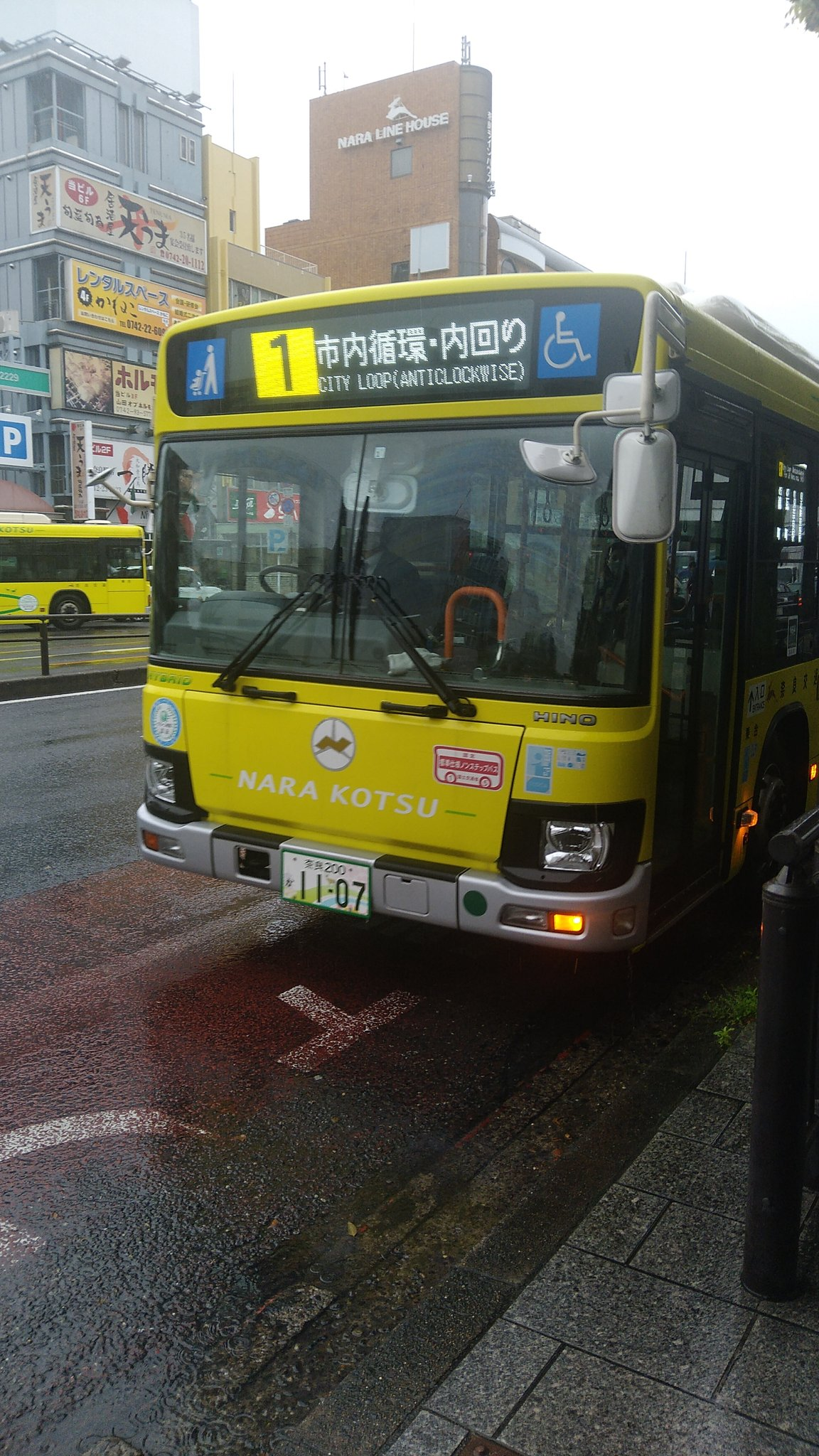
奈良交通の市内循環バスの行き先表記

公式の方向案内として採用されている場合と、他の案内（東行き・南行きなど）の補助として採用されている場合がある。

### 公式案内として
- ジョージア州道10号環状線（米国ジョージア州アセンズ）[4]
- ハンプトン・ローズ環状線（米国ハンプトン・ローズ地方）
- 外環通り（The Boulevard Périphérique、フランス、パリ）
- グラスゴー地下鉄（英国スコットランド）
- 州間高速道路485号線（米国ノースカロライナ州シャーロット）
- 州間高速道路277号線（同上、市街区を周回。ただし完全な環状にはなっていない）
- 札幌市電（日本札幌市）
- 山手線（日本東京都区部）
- 大阪環状線（日本大阪市）
- 福岡高速環状線（日本福岡市）[5]
- 名古屋第二環状自動車道（日本名古屋市近郊。ただし南側の臨海部は含まれない）

### 他の案内の補助として
- 州間高速道路495号線（首都環状線、米国ワシントンD.C.）
- 州間高速道路695号線（英語版）（米国メリーランド州ボルチモア）[6]
- ロンドン地下鉄環状線（英国ロンドン）

### かつて使われていた例
- 州間高速道路440号線（英語版）(米国ノースカロライナ州ローリーを周回していた。高速道路に内回り・外回りの案内を採用した草分け的存在であったが、2002年に分断され、次いで州間高速道路540号線が更に外側を走るようになったため、従来の440号線外回りと540号線（外環状線）との混乱を避けるべく東行き・西行きと案内するように変更された。